# Javier Ordóñez Rodríguez
Francisco Javier Odón Ordóñez Rodríguez (Pamplona, 1947) es catedrático de Lógica en la Universidad Autónoma de Madrid (2000).

## Biografía
Licenciado en Ciencias físicas y Filosofía, se doctoró en Filosofía por la Universidad Complutense de Madrid con una tesis dirigida por Roberto Saumells (1977). Tras desempeñar brevemente un puesto de Profesor en la Universidad del País Vasco y Universidad de Deusto (1979) se estableció definitivamente en la UAM, donde ha desempeñado también los cargos de Director del departamento de Lógica (1982–1983), Director del Servicio de Publicaciones (1989–1996) y Vicerrector de Investigación (1991–1996). El catedrático Ordóñez fue también miembro del Consejo de la Cátedra «Alfonso Reyes» en el Instituto Tecnológico de Monterrey (México), y ha colaborado activamente en instituciones como la City University de Nueva York o el Max-Planck-Institut für Wissenschaftsgeschichte de Berlín.

## Proyectos de investigación
- Especialización en la ciencia. Estudios histórico-filosóficos sobre la formación y consolidación de disciplinas científicas, MCYT (2003–2006).
- Modelos de descubrimiento, modelos de invención: estudios sobre la actividad científica, MEC (2001–2003).
- Modelos de invención y descubrimiento. Estudios sobre la ciencia en los siglos XIX y XX, MCT (1996–1999).
- Estudio de fenómenos de transferencia y recepción de la ciencia en el siglo XX en el ámbito de la Península Ibérica, Universidad de Lisboa (1995).
- The Evolution of Chemistry in Europe, 1789–1939, European Science Foundation (1993–1996).
- La Science et ses publics, CRHTS de La Villette (1993–1996).
- Mecanismos de Transferencia y Recepción de la Ciencia en el siglo XX, DGICT (1993–1995).
- La expansión científica europea: la configuración de las periferias entre 1798 y 1914, MEC (1990–1992).
- Ciencia e Ilustración en la Italia del siglo XVIII, MEC (1988–1989).

## Tesis doctorales dirigidas
- Naturaleza: coerción vs. consenso. Análisis de teleología en los manuales de ecología contemporánea y grupos armados ilegales: ETA, EZLN y AUC, por Luis Felipe Gómez Lomelí, UAM (2007).
- Johann Heinrich Lamberts Cosmologische Briefe: eine Wissenschaftsphilosopische Untersuchung, por Roberta Menéndez Fontenla, Universität Bremen/UAM Cotutela con el Pr. Manfred Stöckler (2006).
- Sueños eléctricos y magnéticos de la Europa romántica. El debate sobre la Naturaleza durante las últimas décadas del siglo dieciocho y las primeras del siglo diecinueve/Rêves électriques et magnétiques de l'Europe romantique. Le débat sur la nature pendant les dernières décennies du XVIIIe siècle et les premières du XIXe, por Dolores Martin Moruno UAM/Ecole des Hautes Etudes en Sciences Sociales (Alexandre Koyré) Cotutela con el Pr. Jean Dhombres (2006).
- El evolucionismo en España y la síntesis neodarwinista (1939-1970), por Francisco Blázquez Paniagua, UAM (2001).
- Forma y función de un sujeto moderno: Bernardo Houssay y la fisiología argentina (1900–1943), por Alfonso Buch, UAM (2001).
- Boskovic y la visión mecánica de la naturaleza 1740–1785, por Mariano Colubi, UAM (1995).
- Las teorías Materialistas de la Ilustración, por Javier Moscoso (actualmente Profesor de Investigación, CSIC), UAM (1994).
- The Reception of Thomas S. Kuhn in Spain (1962–1992) (Codirección con José Manuel Sánchez Ron), por Francisco Zamora, Union Institute, New York (1993).
- El nacimiento de la teoría de conjuntos, Alemania 1854–1908, por José Ferreirós (actualmente Catedrático en la Universidad de Sevilla), UAM (1991). Una versión muy revisada fue publicada con el título Labyrinth of Thought en Birkhäuser (1999, 2.ª ed. 2007).
- Karl Kraus y la crítica al psicoanálisis, por José Luis Arantegui, Universidad del País Vasco (1991).
- Una arqueología de las matemáticas, por Emmanuel Lizcano, UAM (1991). Publicada por Gedisa con el mismo título.

## Publicaciones
Entre sus publicaciones más relevantes se encuentran las siguientes obras:

### Libros
- (2007): Historia de la ciencia. Espasa-Calpe, Madrid. (En colaboración con Víctor Navarro y José Manuel Sánchez Ron). La primera edición se publicó en 2004.
- (2006): Teorías del universo. Volumen III. De Newton a Hubble. Síntesis, Madrid. (En colaboración con Ana Rioja).
- (2005): Edición crítica , introducción y notas de la Exposición del Sistema del Mundo de Pierre-Simon Laplace. Crítica, Barcelona. (En colaboración con Ana Rioja).
- (2003): Ciencia, tecnología e historia: relaciones y diferencias. Fondo de Cultura Económica, Madrid. La primera edición se publicó en 2001.
- (1999): Teorías del universo. Volumen II. De Galileo a Newton. Síntesis, Madrid. (En colaboración con Ana Rioja).
- (1999): Teorías del universo. Volumen I. De los pitagóricos a Galileo. Síntesis, Madrid. (En colaboración con Ana Rioja).
- (1998): Después de Newton: ciencia y sociedad durante la Primera Revolución Industrial. Anthropos, Barcelona. (Editor en colaboración con Alberto Elena y Mariano Colubi)
- (1988): Historia de la ciencia. De la revolución científica a la revolución industrial. Ed. UAM, Madrid.
- (1988): Historia de la ciencia. De la antigüedad al siglo XIV. Ed. UAM, Madrid.
- (1987): Introducción, traducción y notas a Sadi Carnot. Reflexiones sobre la potencia motriz del fuego. Alianza, Madrid.
- (1986): Introducción, traducción y notas a Ludwig Boltzmann. Escritos de mecánica y termodinámica. Alianza, Madrid.

### Artículos
- «El señor Kant se hace mayor», en Ars Médica Revista de Humanidades, Vol 3, Número 2, 2004 pp. 288–295.
- «Imagen pública de la Ciencia», en Reyes Sequera (Ed.), Ciencia, tecnología y lenguaje: la terminología científica del español, Madrid FECYT, 2004 pp. 200–209.
- «El romanticismo como programa científico: la constitución de la protoastrofísica». en Ciencia y Romanticismo, Orotava (2003).
- «Explicación científica y complejidad», en W. González, Diversidad de la explicación científica. Ariel, Barcelona, 2002, pp. 52–72.
- «Hacia una Filosofía de la experimentación», con José Ferreirós en Crítica, Vol 34, n.º 102/diciembre de 2002, pp. 47–86.
- «Número monográfico Theoria experimentorum» con José Ferreirós en Theoria: 17, n.º 44 (2002), pp. 209–331.
- «Ciencia, guerra y sociedad» en J. A. López Cerezo y J. M. Sánchez Ron, Ciencia, tecnología, sociedad y cultura, Biblioteca Nueva, Madrid, 2001, pp. 265–280.
- «Violencia y guerra». Revista de Humanidades: Tecnológico de Monterrey (11), 2001, pp. 77–92.
- «Sociedad industrial y pensamiento positivista» en Villacañas, J.L. (Ed.), La filosofía del siglo XX, Vol. 23 de la Enciclopedia Ibero-Americana de Filosofía, Trotta, Madrid, 2001, pp. 401–422.
- "Science, Technology, and the spanish colonial experience in the nineteenth century", con Alberto Elena en Osiris 15 (2000) pp. 70–82.
- «La magia de la lente maravillosa: mirar para ver o mirar para imaginar», en La construcción de la ciencia. Abstracción y visualización, Ediciones UPV, San Sebastián, 1998, pp 9–31.
- "Nuclear Energy in Spain: From Hiroshima to the Sixties", con J. M. Sánchez Ron en P. Forman y J. M. Sánchez Ron (Eds.), National Military Establishments and the Advancement of Science and Technology, Kluwer Academic Publishers, Dordrecht, 1996, pp. 185–213.
- "The Story of a Non-Discovery: Helmholtz and the Conservation of Energy", en G. Munevar (Ed.), Spanish Studies in the Philosophy of Science, Kluwer Academic Publishers, Dordrecht, 1996, pp. 1-18.
- «De la Revolución científica a la Revolución industrial: La dimensión tecnológica del newtonianismo», en Hispania, Vol. LVI/2, N.º 193, 1996, pp. 541-564.
- «Los mecanismos de innovación: la invención y los sistemas de patentes», Arbor, Vol. CXLII, N.º 558, 1992, pp. 253–270.
- "History of Science in Spain", en British Journal for the History of Science, 1990, pp. 187–196.

## Otros méritos
- Condecoración concedida por el presidente de la República de Francia: miembro de la Ordre des Palmes Academiques con grado de officier concedido el 1 de diciembre de 1997, según el Boletín Oficial de la República de Francia por su actividad investigadora.
- Miembro del Comité Cohen, organizador del seminario sobre Revoluciones en la Ciencia que fue impartido por el Prof I. B. Cohen en la Universidad Autónoma de Madrid del 25 al 29 de mayo de 1987.
- Fundador de Sylva Clius, Revista de Historia de la Ciencia en enero de 1987. Secretario de redacción durante el año 1987, miembro del Consejo de redacción durante 1988, ha sido elegido director de la revista para el año 1989 en votación celebrada el 23 de septiembre de 1988.
- Miembro del Comité organizador del simposio «Después de Newton: ciencia y sociedad durante la primera revolución industrial», celebrado del 14 al 18 de noviembre de 1988 en Madrid.
- Miembro del Comité Organizador del Primer Congreso de la Sociedad Española de Lógica y Filosofía de la Ciencia, celebrado en Madrid del 15 al 20 de diciembre de 1993.